# Diaulota
Diaulota (лат.) — род коротконадкрылых жуков из подсемейства Aleocharinae.
Известно около 10 видов. Встречаются по тихоокеанскому побережью Канады, Мексики, США, Кореи, России (Камчатка) и Японии. Обитают в приливно-отливной литоральной зоне скалистых берегов.

## Описание
Жуки-стафилиниды мелкого размера, длина тела 2—3 мм. Основная окраска коричневая (до чёрной). Среди родов алеохарин представители Diaulota распознаются по сочетанию относительно длинных и равномерно распределенных волосков; лабрум полукруглый; лабиум без медиальной части волосков; ментум без v-волосков; формула члеников лапок 4-4-5, 4-4-4 или 3-3-4; надкрылья короче переднеспинки; задние крылья отсутствуют; мезококсальные впадины сросшиеся; тергиты III—VI вдавлены в основании; стерниты не сужены в основании; отличительные вторичные половые признаки.
Представители рода Diaulota обитают на скалистых морских побережьях Тихоокеанского побережья Голарктики в приливно-отливной литоральной зоне. Взрослые особи и личинки некоторых видов (например, D. harteri) при среднем отливе уходят на глубину в литораль и находятся под водой до 20 часов в сутки. Это позволяет предположить, что некоторые особи находятся под воздействием атмосферы всего несколько часов. Тем не менее, большинство Diaulota укрываются в воздухе в расщелинах скал и пустых раковинах балянусов во время прилива, и активны во время отлива. Эванс (1980) обнаружил D. densissima в воздушных карманах, что предполагает способность использовать воздух, заключенный в расщелинах и пустых раковинах балянусов. Это, вероятно, общая черта адаптации насекомых литоральных каменистых берегов.

## Систематика
Известно около 10 видов. Род был впервые выделен в 1893 году. Недавнее исследование Orlov et al. (2020) выявили кладу, которая включает Diaulota вместе с родами Actocharis (Actocharini) и Baeostethus из трибы Liparocephalini (обитающей в приливной зоне). На этом основаны и морфологические свидетельства их родства (отсутствие базально-латеральных пор эпифаринкса, двухчлениковые губные щупики, галеа уже, чем лацинии, сближенные мезококсы, особая форма метэндостернита, расширенная вершинная лопасть парамеры), а также их общая специализация на приливной среде обитания.
- Diaulota alaskana Ahn, 1996[1][7]
- Diaulota aokii Sawada, 1971[8]
- Diaulota densissima Casey, 1893typus
- Diaulota fulviventris Moore, 1956[9]
- Diaulota harteri Moore, 1956[9]
- Diaulota hokkaidona Ahn, Kee-Jeong & Ôhara, 2018[10]
- Diaulota koreana Yoo, In-Seong & Kee-Jeong Ahn, 2021[11]
- Diaulota oharai Ahn, Kee-Jeong & Ôhara, 2018[10]
- Diaulota pacifica Sawada, 1971[8]
- Diaulota submarina Ahn, 2023[2]
- Diaulota uenoi (Sawada, 1955)[12]
  - =Genoplectes uenoi
- Diaulota vandykei Moore, 1956[9]